# Maybe I'm Amazed
Maybe I'm Amazed is in eerste instantie een track van het album McCartney; het eerste soloalbum van Paul McCartney. Dat album is grotendeels opgenomen in Schotland, dit nummer in de geluidsstudios van EMI in Londen. Het bleef bij die uitgave, een singleversie bleef uit. Jaren later kwam er het enige livealbum van Pauls toenmalige band Wings uit, Wings over America en toen achtte men de tijd rijp om Maybe I'm Amazed uit te brengen als single. De single is dus een liveversie.
McCartney schreef het liefdeslied vlak voordat The Beatles uit elkaar gingen. Linda McCartney kreeg een deel van de opbrengsten vanwege haar steun aan Paul tijdens de breuk. McCartney weigerde het in 1970 als single uit te brengen, maar dacht daar een aantal jaren later anders over. De single was niet overal een succes; Discogs vermeldde (2010) dat de single alleen is uitgegeven in het Verenigd Koninkrijk, de Verenigde Staten en Frankrijk. Op Ebay.com werd een Duitse versie aangetroffen. In Nederland is het nummer waarschijnlijk niet uitgebracht op single. De B-kant was Soily, ook in een live-uitvoering.
Het lied wordt vaak tijdens liveoptredens gespeeld; destijds met Wings en de laatste jaren weer door Paul McCartney solo. De volgende single, Mull of Kintyre, werd een wereldhit.

## Lijsten
Maybe I'm Amazed komt noch in de Nederlandse Top 40, noch in de Single Top 100 voor. Wel heeft het een plaatsje veroverd in de Radio 2 Top 2000.

| Nummer met noteringen in de NPO Radio 2 Top 2000 | '03  | '04  | '05  | '06  | '07  | '08  | '09  | '10  | '11  | '12  | '13  | '14  | '15  | '16  | '17  |
| ------------------------------------------------ | ---- | ---- | ---- | ---- | ---- | ---- | ---- | ---- | ---- | ---- | ---- | ---- | ---- | ---- | ---- |
| Maybe I'm Amazed                                 | 1394 | 1363 | 1601 | 1843 | 1741 | 1705 | 1915 | 1917 | 1866 | 1831 | 1542 | 1573 | 1074 | 1252 | 1679 |

1. ↑  Een vetgedrukt getal geeft de hoogste notering aan.
2. ↑  2003 was het eerste jaar met een notering voor dit nummer.
3. ↑  Deze tabel is bijgewerkt tot en met de laatste editie (2024).